# Iosif Deutsch
Iosif Boris Deutsch (Bucarest, 9 maggio 1932 – dicembre 1992) è stato un pallanuotista rumeno.
Ha fatto parte del Romania che ha partecipato al torneo di pallanuoto ai Giochi di Melbourne 1956.
Ha sostenuto, fino al 1956, come portiere, 44 partite internazionali. Fece parte della rappresentativa che partecipò per la prima volta agli Europei del 1954 a Torino, allenata da Vasile Daroczi, classificandosi 9º.